# Incendios forestales de Corea del Sur de 2025
Los incendios forestales de Corea del Sur de 2025 fueron una serie incendios forestales separados iniciados el 21 de marzo de 2025 que ocurrieron simultáneamente en todo el país hasta el 15 de mayo. El desastre ha dejado hasta la fecha un total de 31 fallecidos, incluidos tres bomberos (en labores de rescate) y un empleado gubernamental. Estos incendios han provocado la quema de más de 48 000 hectáreas de bosques.
El primer incendio ocurrió en el condado de Sancheong, seguido de un incendio registrado en el condado de Uiseong, lo que provocó evacuaciones generalizadas y la movilización de amplios recursos para combatir incendios. En respuesta a la emergencia, varias provincias fueron designadas oficialmente como zonas de desastre por el gobierno local.

## Cronología
El primer incendio registrado fue en el condado de Sancheong, exactamente el 21 de marzo del 2025. Para la tarde del 22 de marzo este había consumido aproximadamente 490 hectáreas de tierra. La topografía montañosa combinada con fuertes vientos en la zona y condiciones secas dificultó significativamente los esfuerzos de contención, y los bomberos lograron solo un 35% de contención a pesar del importante despliegue de recursos para combatir el incendio forestal después de haber alcanzado anteriormente un 70% de contención.
Tiempo después una serie de incendios iniciaron en la provincia de Gyeongsang del Norte y en Gimhae estos requiriendo evacuaciones y provocando la quema de varios acres. Se desató un incendio forestal en Ulsan, ubicado en el condado de Ulju.
Se reportaron varios incendios forestales adicionales en la provincia central de Chungcheong y en la suroccidental de Jeolla, aumentando el alcance nacional de la emergencia.

### 23 de marzo
A las 16:03 horas (hora estándar de Corea, GMT+9) se reportó un incendio en la isla Mokdo, ubicada en Ulju-gun, en la ciudad metropolitana de Ulsan. El fuego fue controlado y extinguido después de 1 hora y 50 minutos.

### 24 de marzo
A las 15:00 horas del 24 de marzo (GMT+9), un incendio forestal causó daños en la parada de descanso de Jeomgok, ubicada en la autopista Seosan-Yeongdeok, en dirección a Yeongdeok. Posteriormente, el fuego se extendió hacia las montañas de Hyeonha-ri, en Gilan-myeon, Andong-si, Gyeongsangbuk-do. El primer ministro Han Duck-soo visitó el Centro de Comando Integrado de Incendios Forestales e inspeccionó la situación de respuesta a los incendios forestales.

### 25 de marzo
El 25 de marzo, la Agencia Nacional de Bomberos elevó su nivel de respuesta a incendios al más alto de los tres niveles de alerta. Ese mismo día, el templo Gounsa en Uiseong, que data de la dinastía Silla, fue destruido por los incendios forestales, que se produjeron después de que los Tesoros Nacionales de su colección hubieran sido evacuados. Al menos 92 instalaciones públicas y privadas del condado también resultaron dañadas por el incendio. Once bomberos que colaboraban en la evacuación de objetos, monjes y otro personal del complejo quedaron atrapados en una casa de baños durante varias horas debido a los incendios. Finalmente, fueron rescatados tras quedar atrapados cuando los fuegos llegaron al lugar. El Servicio de Patrimonio de Corea emitió una alerta de crisis nacional por desastre patrimonial “grave” en todo el país.
Ese mismo día, más de 15,000 hectáreas (aproximadamente 37,000 acres) de tierra habían sido quemadas en los incendios forestales.

### 26 de marzo
En el condado de Yeongdeok, un total de 104 residentes quedaron varados en un puerto costero y un rompeolas mientras intentaban escapar del avance del fuego en las primeras horas de la mañana del 26 de marzo. Estos individuos necesitaron ser rescatados posteriormente por la Guardia Costera de Uljin. Los medios de comunicación señalaron la falta de coordinación en los servicios de respuesta de emergencia de Corea como la causa principal de la situación, especialmente en lo que respecta al proceso de evacuación regional.

### 27 de marzo
La provincia de Gyeongsang del Norte experimentó lluvias intermitentes, aunque su capacidad extintora fue mínima. La provincia también experimentó una calidad del aire excepcionalmente mala, con una concentración de partículas PM2.5 de 557 ㎍/㎥ en la ciudad de Andong , siete veces superior a la designación de "extremadamente mala".

### 28 de marzo
Las autoridades anunciaron la contención total de los incendios forestales en Gyeongsang del Norte.

### 29 de marzo
Los incendios forestales se reavivaron en la zona de Andong temprano en la mañana, a la vez que el numero de fallecidos ascendía a 30.

## Causas y daños
Se confirmó que al menos 31 personas murieron en los incendios forestales, mientras que otras 51 resultaron heridas, nueve de ellas de gravedad. Se trata del incendio forestal más mortífero en Corea del Sur desde que comenzaron los registros en 1987. Veinte de los muertos eran originarios de Uiseong, mientras que cuatro eran de Sancheong.
La mayoría de los muertos tenían entre sesenta y setenta años. Entre las muertes confirmadas se incluyen tres bomberos y un trabajador del sector público que fallecieron mientras combatían el incendio del condado de Sancheong. Otros cinco miembros del personal de emergencia resultaron heridos durante las operaciones de extinción de incendios y necesitaron tratamiento médico. Un civil resultó herido.

## Respuesta de las autoridades

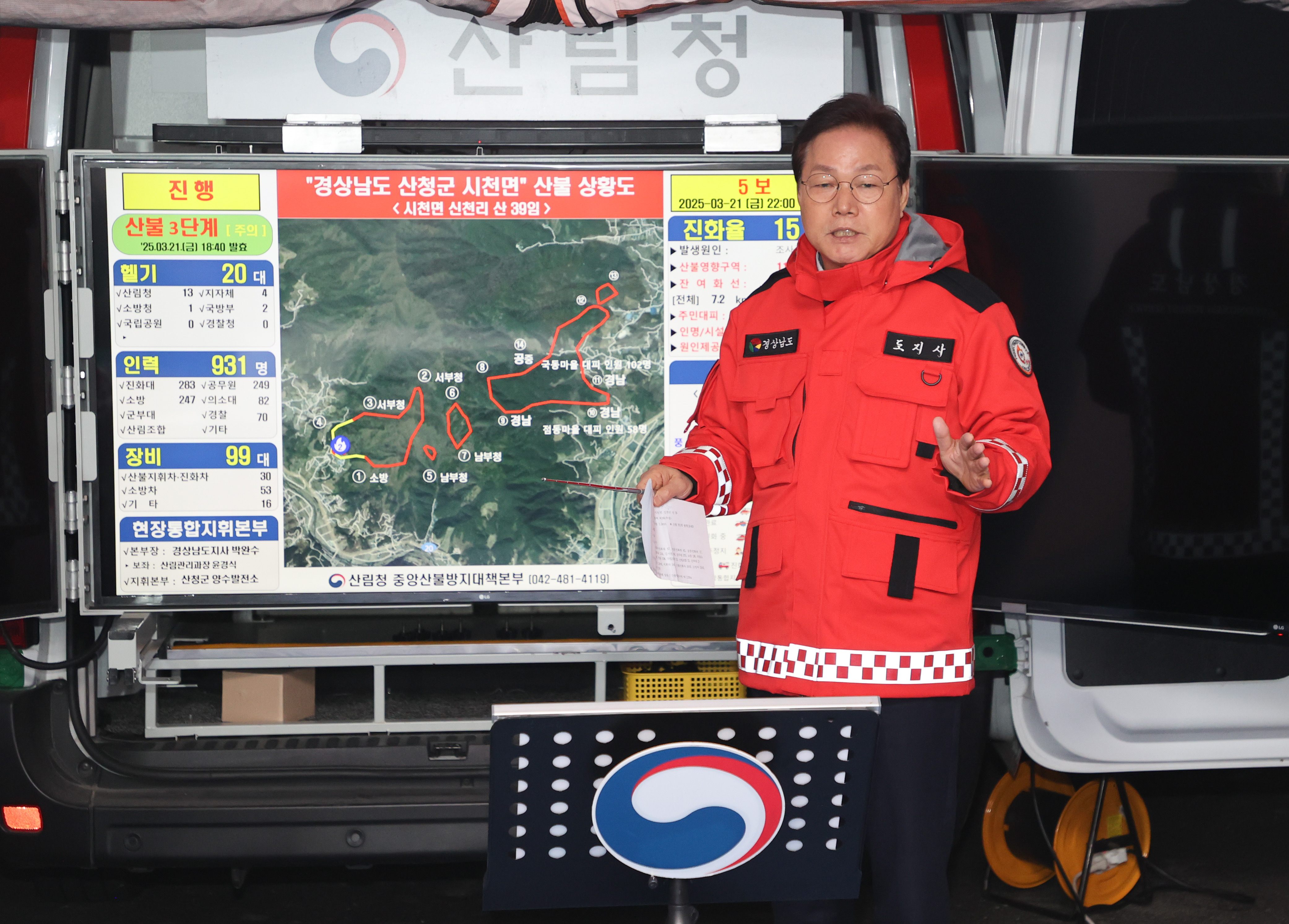
El gobernador de la provincia de Gyeongsang del Sur, Park Wan-su, en la reunión de respuesta a los incendios forestales de Sancheong, el 21 de marzo.

En la operación de extinción del incendio participaron cerca de 1.600 personas, 35 helicópteros y numerosos vehículos terrestres. El presidente interino de Corea del Sur, Choi Sang-mok, instruyó a todas las agencias gubernamentales relevantes a utilizar todos los recursos disponibles para las labores de extinción. La administración nacional declaró oficialmente las provincias de Gyeongsang del Norte y del Sur, así como la ciudad de Ulsan, como zonas de desastre, lo que permitió la movilización de recursos de emergencia adicionales y medidas de apoyo. El gobierno dijo que emitiría una subvención especial para desastres y seguridad por un monto de 2.600 millones de wones (177,4 millones de dólares estadounidenses) para las áreas afectadas, y prometió 50 millones de wones en fondos de socorro por desastre para los residentes afectados del condado de Sancheong.

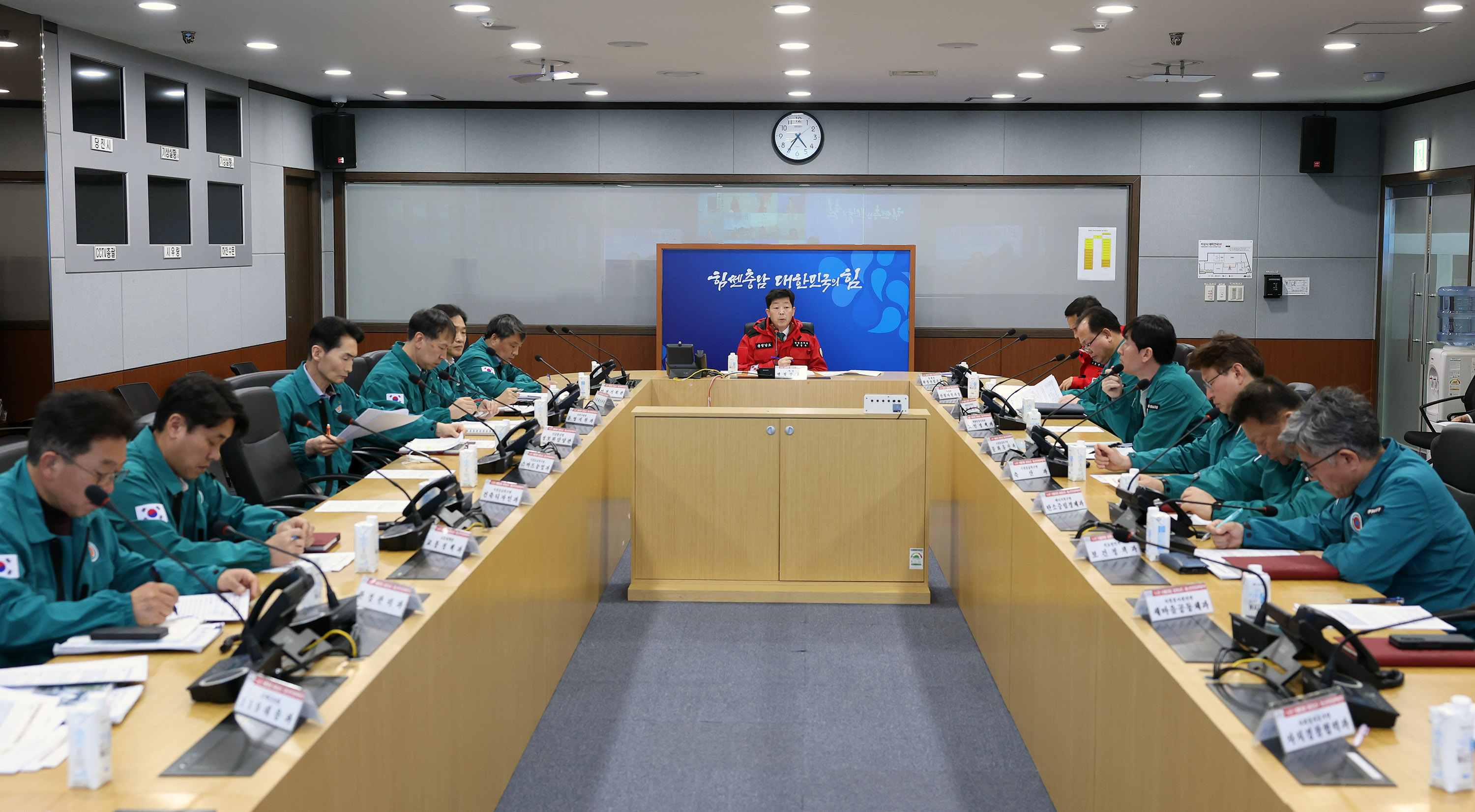
Reunión de emergencia sobre incendios forestales en la provincia de Chungcheong del Sur, el 25 de marzo.

La emergencia desplazó al menos a 37 829 personas y requirió la evacuación de residentes de 15 aldeas en las zonas afectadas. Esto incluyó la evacuación de 260 personas del condado de Sancheong a refugios temporales, después de que sus hogares fueran destruidos por los incendios forestales en las laderas cercanas, el desplazamiento de 500 habitantes en el condado de Uiseong y la evacuación de decenas de residentes en Gimhae. Un incendio forestal que se propagó en el condado de Ulju en Ulsan, obligó a la evacuación de unas 80 personas.
Además, las autoridades cerraron varios tramos de autopistas y vías férreas en las regiones del sureste, incluyendo una ruta clave que conecta Ulsan con Busan, la segunda área metropolitana más grande del país. Las autoridades también ordenaron la evacuación de 2.600 reclusos de la prisión de Cheongsong después de que los incendios forestales llegaran al condado de Cheongsong desde Uiseong, mientras que 800 reclusos también fueron evacuados de la prisión de Andong. Las evacuaciones fueron las primeras operaciones a gran escala de este tipo realizadas por el Ministerio de Justicia debido a un desastre natural.

## Reacciones

### Internacionales
- Ciudad del Vaticano: La Oficina de Prensa del Vaticano comunicó que «el Papa Francisco habría celebrado una Misa en la capilla contigua a su habitación, dedicando oraciones frente a la grave situación de los incendios en Corea del Sur y por las victimas de terremoto de Birmania».[39]